# Montserrat González
Montserrat González Benítez (nascida em 1 de julho de 1994) é uma ex-tenista paraguaia.
Em sua carreira, ela conquistou onze títulos de simples e oito de duplas no Circuito Feminino da ITF. Em 12 de setembro de 2016, ela alcançou sua melhor classificação de simples no número 150 do mundo. Em 29 de agosto de 2016, ela alcançou a posição 210 no ranking de duplas.
Jogando pelo time Paraguaio da Fed Cup, González tem um recorde de vitórias e derrotas de 42-20 em competições da Fed Cup.
Ela anunciou a aposentadoria do tênis profissional em 2021.

## Finais do circuito ITF

### Simples: 18 (11 títulos, 7 classificações)
| Legenda             |
| ------------------- |
| torneios de $50,000 |
| torneios de $25,000 |
| torneios de $15,000 |
| torneios de $10,000 |

| Finais por superfície |
| --------------------- |
| Duro (4–2)            |
| Saibro (7–5)          |
| Grama (0–0)           |
| Carpete (0–0)         |

| Resultado | W–L  | Data     | Torneio                         | Nível  | Superfície | Oponente            | Placar              |
| --------- | ---- | -------- | ------------------------------- | ------ | ---------- | ------------------- | ------------------- |
| Perdeu    | 0–1  | Abr 2013 | ITF São Paulo, Brazil           | 10,000 | Saibro     | Roxane Vaisemberg   | 4–6, 2–6            |
| Venceu    | 1–1  | Abr 2013 | ITF Villa Allende, Argentina    | 10,000 | Saibro     | Constanza Vega      | 6–4, 6–1            |
| Vanceu    | 2–1  | Mai 2013 | ITF Villa María, Argentina      | 10,000 | Saibro     | Camila Silva        | 6–3, 4–6, 6–3       |
| Venceu    | 3–1  | Mai 2013 | ITF Quintana Roo, Mexico        | 10,000 | Duro       | Ana Sofía Sánchez   | 4–6, 7–6(4), 7–6(1) |
| Perdeu    | 3–2  | Jun 2013 | ITF Quintana Roo, Mexico        | 10,000 | Duro       | Ana Sofía Sánchez   | 3–6, 2–6            |
| Venceu    | 4–2  | Jul 2013 | ITF São José dos Campos, Brazil | 10,000 | Saibro     | Laura Pigossi       | 6–3, 6–2            |
| Venceu    | 5–2  | Set 2013 | ITF Lambaré, Paraguay           | 10,000 | Saibro     | Lauren Albanese     | 6–2, 6–1            |
| Venceu    | 6–2  | Dez 2013 | ITF Mata de São João, Brazil    | 25,000 | Saibro     | Catalina Pella      | 6–3, 6–1            |
| Perdeu    | 6–3  | Apr 2014 | ITF Charlottesville, U.S.       | 50,000 | Saibro     | Taylor Townsend     | 2–6, 3–6            |
| Perdeu    | 6–4  | Set 2015 | ITF Monterrey, Mexico           | 50,000 | Duro       | Ysaline Bonaventure | 1–6, 2–6            |
| Perdeu    | 6–5  | Out 2015 | ITF Bucaramanga, Colombia       | 25,000 | saibro     | Daniela Seguel      | 7–6(0), 3–6, 4–6    |
| Venceu    | 7–5  | Jan 2016 | ITF Guarujá, Brazil             | 25,000 | Duro       | Sorana Cîrstea      | 1–6, 7–6(5), 6–2    |
| Perdeu    | 7–6  | Jun 2016 | Montpellier Open, France        | 25,000 | Saibro     | Jil Teichmann       | 2–6, 6–7(6)         |
| Perdeu    | 7–7  | Set 2017 | ITF Charleston Pro, U.S.        | 15,000 | Saibro     | Michaela Bayerlová  | 6–2, 3–6, 3–6       |
| Venceu    | 8–7  | Dez 2017 | ITF Luque, Paraguay             | 15,000 | Duro       | Nika Kukharchuk     | 1–6, 6–3, 6–0       |
| Venceu    | 9–7  | Mar 2018 | ITF Hammamet, Tunisia           | 15,000 | Saibro     | Isabella Shinikova  | 7–6(4), 6–2         |
| Venceu    | 10-7 | Abr 2018 | ITF Hammamet, Tunisia           | 15,000 | Saibro     | Lea Bošković        | 2–6, 6–2, 6–2       |
| Venceu    | 11-7 | Mar 2019 | ITF Cancún, Mexico              | 15,000 | Duro       | Emily Appleton      | 6–7(2), 6–1, 6–3    |

### Duplas: 16 (8 títulos, 8 classificações)
| Legenda             |
| ------------------- |
| torneios de $60,000 |
| torneios de $25,000 |
| torneios de $15,000 |
| torneios de $10,000 |

| Finais por superfície |
| --------------------- |
| Duro (1–2)            |
| Saibro (7–6)          |
| Grama (0–0)           |
| Carpete (0–0)         |

| Resultado | W–L | Data     | Torneio                      | Nível    | Superfície | Parceiro              | Oponentes                               | Placar              |
| --------- | --- | -------- | ---------------------------- | -------- | ---------- | --------------------- | --------------------------------------- | ------------------- |
| Venceu    | 1–0 | Abr 2013 | ITF Villa Allende, Argentina | 10,000   | Saibro     | Sara Giménez          | Victoria Bosio Aranza Salut             | 6–4, 6–0            |
| Perdeu    | 1–1 | Jun 2013 | ITF Quintana Roo, Mexico     | 10,000   | Duro       | Victoria Bosio        | Macall Harkins Zoë Gwen Scandalis       | 4–6, 6–3, [6–10]    |
| Perdeu    | 1–2 | Set 2013 | ITF Lambaré, Paraguay        | 10,000   | Saibro     | Sara Giménez          | Carla Bruzzesi Avella Carolina Zeballos | 2–6, 5–7            |
| Perdeu    | 1–3 | Dez 2013 | ITF Mata de São João, Brazil | 25,000   | Saibro     | Carolina Zeballos     | Paula Cristina Gonçalves Laura Pigossi  | 2–6, 2–6            |
| Venceu    | 2–3 | Ago 2015 | ITF San Luis Potosí, Mexico  | 15,000   | Duro       | Ana Sofía Sánchez     | Maria Fernanda Alves Laura Pigossi      | 4–6, 6–3, [10–8]    |
| Perdeu    | 2–4 | Out 2015 | ITF Bucaramanga, Colombia    | 25,000+H | Saibro     | Francesca Segarelli   | Aleksandrina Naydenova Daniela Seguel   | 2–6, 6–7(3)         |
| Venceu    | 3–4 | Nov 2015 | ITF Santiago, Chile          | 10,000   | Saibro     | Ana Sofía Sánchez     | Catalina Pella Daniela Seguel           | 6–4, 7–6(3)         |
| Perdeu    | 3–5 | Mai 2017 | Open Saint-Gaudens, France   | 60,000   | Saibro     | Sílvia Soler Espinosa | Chang Kai-chen Han Xinyun               | 5–7, 1–6            |
| Perdeu    | 3–6 | Jun 2017 | ITF Brescia, Italy           | 60,000   | Saibro     | Ilona Kremen          | Julia Glushko Priscilla Hon             | 6–2, 6–7(4), [8–10] |
| Venceu    | 4–6 | Jun 2017 | ITF Barcelona, Spain         | 60,000   | Saibro     | Sílvia Soler Espinosa | Julia Glushko Priscilla Hon             | 6–4, 6–3            |
| Perdeu    | 4–7 | Dez 2017 | ITF Luque, Paraguay          | 15,000   | Duro       | Ana Sofía Sánchez     | Thaisa Grana Pedretti Noelia Zeballos   | 2–6, 4–6            |
| Venceu    | 5–7 | Mar 2018 | ITF Hammamet, Tunisia        | 15,000   | Saibro     | Laura Pigossi         | Camilla Scala Isabella Shinikova        | 6–2, 6–0            |
| Perdeu    | 5–8 | Abr 2018 | ITF Hammamet, Tunisia        | 15,000   | Saibro     | Jessica Ho            | Vanda Lukács Natalia Siedliska          | 4–6, 5–7            |
| Venceu    | 6–8 | Jun 2018 | ITF Madrid, Spain            | 25,000   | Saibro (i) | Wang Xiyu             | Anastasia Pribylova Raluca Șerban       | 6–4, 7–6(4)         |
| Venceu    | 7–8 | Jul 2018 | ITF Porto, Portugal          | 25,000   | Saibro     | Laura Pigossi         | Cristina Bucșa Ramu Ueda                | 7–5, 6–0            |
| Venceu    | 8–8 | Ago 2019 | ITF Lambaré, Paraguay        | 15,000   | Saibro     | Noelia Zeballos       | Fernanda Brito Sofía Luini              | 6–0, 6–4            |

## Finais de Grand Slam júnior

### Duplas femininas
| Resultado | Ano  | Torneio          | Superfície | Parceira            | Oponentes                         | Placar           |
| --------- | ---- | ---------------- | ---------- | ------------------- | --------------------------------- | ---------------- |
| Perdeu    | 2012 | Aberto da França | Saibro     | Beatriz Haddad Maia | Daria Gavrilova Irina Khromacheva | 6–4, 4–6, [8–10] |